# Maria Müller (śpiewaczka)
Maria Müller (ur. 29 stycznia 1898 w Terezinie, zm. 13 marca 1958 w Bayreuth) – austriacka śpiewaczka, sopran.

## Życiorys
Ukończyła Konserwatorium Praskie, następnie studiowała w Wiedniu u Erika Schmedesa. Zadebiutowała na scenie w 1919 roku w Linzu jako Elza w Lohengrinie Richarda Wagnera. W kolejnych latach występowała w Brnie, Pradze i Monachium. Od 1925 do 1935 roku związana była z Metropolitan Opera w Nowym Jorku. Wystąpiła tam w amerykańskich premierach m.in. oper Švanda dudák Jaromíra Weinbergera i Simon Boccanegra Giuseppe Verdiego. W latach 1926–1943 była solistką Städtische Oper i Staatsoper w Berlinie. W 1934 i 1937 roku gościnnie występowała w Covent Garden Theatre w Londynie. Wielokrotnie gościła na festiwalu w Bayreuth (1930–1943) i na festiwalu w Salzburgu (1931–1934). W 1952 roku zakończyła karierę sceniczną.
Ceniona była zwłaszcza za kreacje w operach Richarda Wagnera, występowała też m.in. w tytułowych rolach Jenůfie Leoša Janáčka i Ifigenii na Taurydzie Christopha Willibalda Glucka.